# 벤투리 효과
벤투리 효과(Venturi effect)는 유체가 파이프의 일부에서 압력을 변형하기 위해 제한되도록 설계된 특정 부분 또는 이러한 초크(choke, 유체 흐름 조절 장치)를 통해 흐를 때 발생하는 유체 압력의 감소를 가리킨다. 이러한 벤투리 효과를 기능적으로 보여주도록 설계한 유량측정기(flow meter)를 벤투리 미터(Venturi meter)라고 한다. 벤투리 효과는 발견자인 조반니 바티스타 벤투리(Giovanni Battista Venturi)의 이름을 따서 명명되었다.

## 작동원리
| |
| (예시)첫 번째 측정 튜브 점1(1)의 압력(p1)은 두 번째 제한된 부분 점2(2)에서의 압력(p2)보다 높고 (1)의 유체 속도(v1)는 (2)의 유체 속도(v2)보다 낮다. (1)의 단면적(A1)이 (2)에서 A2보다 크기 때문이다. (h) 차압, (ρ) 유체밀도 |

## 같이 보기
- 피토관